# Escaudain
Escaudain (Nederlands: Schouden) is een gemeente in het Franse Noorderdepartement (Frans: département du Nord) in de regio Hauts-de-France. De plaats maakt deel uit van het arrondissement Valenciennes. Escaudain telde op 1 januari 2022 9.060 inwoners.

## Geografie
De oppervlakte van Escaudain bedroeg op 1 januari 2022 9,97 vierkante kilometer; de bevolkingsdichtheid was toen 908,7 inwoners per km². In de gemeente ligt het gesloten spoorwegstation Escaudain.

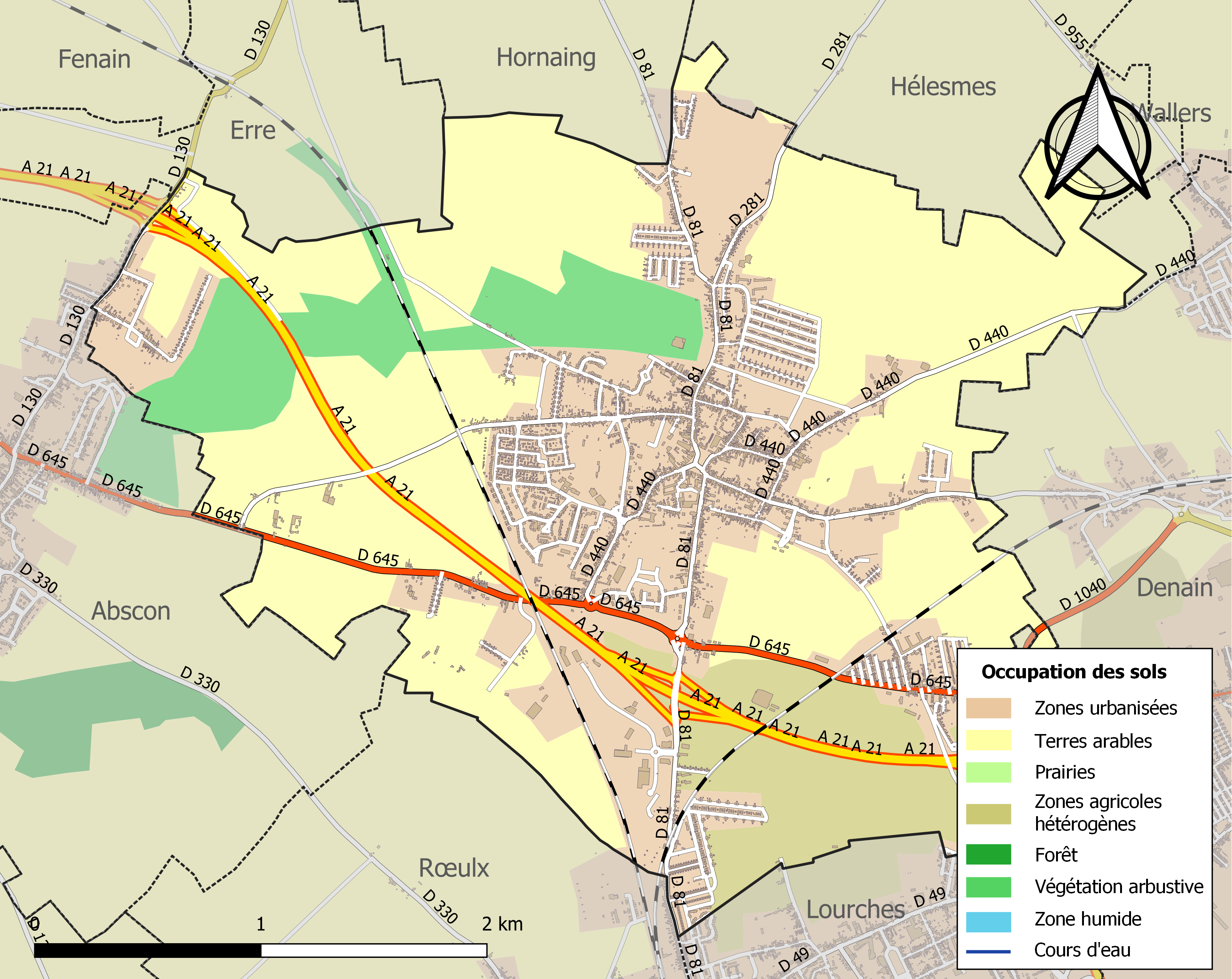
Kaart van de gemeente met belangrijkste infrastructuur, bodemgebruik en omliggende gemeenten

## Demografie
Onderstaande figuur toont het verloop van het inwonertal (bron: INSEE-tellingen).